# Nicolas de Bonnefons
Pour les articles homonymes, voir Bonnefons.
Nicolas de Bonnefons est un agronome du XVIIe siècle.
Valet de chambre du Roi, il est l'auteur d'un ouvrage de jardinage très populaire au XVIIe siècle. Ses Délices de la Campagne sont un livre de cuisine très complet.

## Publications
- Le jardinier françois, qui enseigne à cultiver les Arbres, et Herbes Potagères ; Avec la manière de conserver les Fruicts, et faire toutes sortes de Confitures, Conserves, et Massepans. Dédié aux dames. Cinquiesme Edition reveuë par l'Autheur. Amsterdam, Jean Blaeu, 1654. Cette édition est, avec la première de 1651, la plus recherchée de ce traité fameux. Le nom de l'auteur est caché dans les initiales qui signent la préface R.D.C.D.VB.D.N. soit à l'envers, Nicolas de Bonnefons, valet de chambre du Roi. Cet ouvrage fut un manuel très populaire au XVIIe siècle. Paru pour la première fois en 1651, il fera l'objet de nombreuses rééditions à Paris et à Amsterdam. Avec une galanterie aux accents un peu précieux de la mode d'alors, Bonnefons dédie son livre aux dames, mais aussi aux bourgeois qui ont "des maisons de plaisir proches de Paris et qui ne veulent faire la despense d'y entretenir un jardinier". Ils pourront donner ce livre " à leurs vignerons pour que ces sortes de gens (quoy que grossiers) ne se laisseront pas de se façonner !". L'ouvrage se compose de 3 traités : le premier traite des arbres fruitiers et des soins qu'ils réclament ; le deuxième concerne les légumes, les herbes aromatiques et les fruits du sol : fraises, framboises, groseilles, champignons divers, morilles, mousserons et truffes ; le dernier est un recueil de recettes de conserves, de fruits secs, de confitures et gelées, de pâtes de fruits, de massepains et de macarons.

Ed. digitale de Rouen : Vaultier, 1664, ce la 7. édition, augmentée par l'autheur de plusieurs experiences qu'il a faites
- Les délices de la campagne. Suitte du Jardinier françois, où est enseigné à préparer pour l'usage de la vie tout ce qui croist sur la terre & dans les eaux : dedié aux dames mesnageres. Première édition en 1654[1]. Une réédition commentée montre met en valeur des idées remarquables de ce livre[2].

- Traité des chasses, de la vénerie et fauconnerie, où est exactement enseignée la méthode de connoistre les bons chiens, la chasse du cerf, du sanglier, du lièvre, du dain, du chevreuil, du connil, du loup, etc.. Première édition en 1681 à Paris, chez Charles de Sercy[3].